# 라오디케이아의 아폴리나리스
라오디케이아의 아폴리나리오스 또는 소(小)아폴리나리오스(그리스어: Άπολλινάριος, 라틴어: Apollinaris, ? ~ 382년)는 시리아에 있는 라오디케이아의 주교이다. 그는 부친 대(大)아폴리나리스와 합작하여 호메로스와 핀다로스의 시문 형태로 구약성경을 편집하였으며, 로마 황제 율리아누스가 그리스도인들이 고전 문학을 배우는 것을 금했을 때는 신약성경을 플라톤의 대화풍으로 편집하였다. 그렇지만 무엇보다도 그는 아리우스주의를 배척한 인물로 잘 알려져 있다. 그러나 그는 그리스도의 인성에 관해서는 아리우스의 주장과 유사한 견해를 제시하였다. 즉, 하나님의 로고스는 육화를 통해 인간의 육체와 결합된 것이지, 그 영혼까지 취한 것은 아니라고 본 것이다. 만일 그러하다면, 그리스도 안에서 신적 의지(voluntas divina)와 인간적 의지(voluntas humana)가 충돌할 수 있다고 보았기 때문이다. 즉, 그 자체로서 완전한 두 개의 상이한 본성들이 하나의 단일체(單一體)를 구성할 수는 없다는 논리였다. 그러므로 그리스도는 신적 영혼(anima divina)과 인간의 육체(corpus humanum)가 결합된 존재라는 주장을 펼쳤다.
결국 아폴리나리스는 그리스도 안에서 신적 주도 원리인 로고스가 인간 영혼의 자리 혹은 적어도 이성적 부분인 ‘정신’(νοῦς, nous)의 자리를 대체해야 한다고 주장했고, 그리스도를 ‘육체를 취한 하나님’ 혹은 ‘육체를 취한 정신’이라고 칭하였다. 따라서 이러한 아폴리나리스의 주장은 몇몇 시노드와 특히 381년 제1차 콘스탄티노폴리스 공의회에서 단죄되었다.
아폴리나리스는 활발한 저술 활동을 하였지만, 개중 오늘날까지 전해내려오는 글은 거의 없다. 그렇지만 그가 남긴 글들 중 상당 수는 그레고리오 타우마투르고 등 정통 교부들이 집필한 문헌들 속에서나마 엿볼 수 있는데, 한스 리츠만이 이들을 수집해 편집하기도 하였다.

## 같이 보기
- 유티케스
- 말씀 육신 교리
- 아폴리나리스주의